# 2024년 하계 올림픽 사모아 선수단
2024년 하계 올림픽 사모아 선수단은 2024년 7월 26일부터 8월 11일까지 프랑스 파리에서 열린 2024년 하계 올림픽에 참가한 올림픽 사모아 선수단이다.
이번 하계 올림픽은 사모아가 11회 연속으로 하계 올림픽에 출전하게 되며, 그 중 4회는 서사모아라는 이름으로 출전했다.

## 출전 선수
| 종목   | 남자 | 여자 | 전체 |
| ------ | ---- | ---- | ---- |
| 럭비   | 12   | 0    | 12   |
| 레슬링 | 1    | 0    | 1    |
| 복싱   | 1    | 0    | 1    |
| 수영   | 1    | 1    | 2    |
| 역도   | 1    | 1    | 2    |
| 요트   | 1    | 1    | 2    |
| 유도   | 1    | 0    | 1    |
| 육상   | 1    | 0    | 1    |
| 카누   | 1    | 1    | 2    |
| 전체   | 20   | 4    | 24   |

## 메달 집계
| 종목 | 1 | 2 | 3 | 합계 |
| 종목 | ' | ' | ' | '    |
| 종목 | ' | ' | ' | '    |
| 종목 | ' | ' | ' | '    |
| 합계 | ' | ' | ' | '    |

## 같이 보기
- 2024년 하계 올림픽